# Peugeot 508
La Peugeot 508 è un'autovettura di fascia media a tre volumi, presentata al salone dell'automobile di Parigi nell'ottobre 2010. La sua commercializzazione è stata avviata nel marzo del 2011. Nel 2018 è iniziata la produzione della seconda generazione.

## Le generazioni

### Storia
I risultati commerciali deludenti che nel corso dei primi anni del XXI secolo hanno accompagnato la carriera dell'ammiraglia 607 e quelli invece di tutto rispetto ottenuti dalla 407 hanno costretto i vertici Peugeot a rivedere i propri piani strategici e a considerare l'eventualità di sostituire entrambi i modelli con un unico nuovo modello di dimensioni intermedie.
Al salone dell'automobile di Ginevra del 2010 vennero presentate le concept 5byPeugeot ed SR1, che anticiparono alcuni dei tratti stilistici del futuro modello, tratti stilistici che si annunciarono di rottura rispetto a quanto già visto negli ultimi anni sugli altri modelli della gamma. Volendo posizionare la vettura come a cavallo fra le due progenitrici, come denominazione fu scelto di rispolverare quella della serie 50x, non più utilizzata da quasi vent'anni, vale a dire dall'uscita di produzione della 505 SW, avvenuta nel 1992. Venne quindi stabilita la nuova denominazione per la futura berlina, ossia 508.

### Prima generazione (2010-2018)
La prima generazione della 508 è stata presentata al Salone di Parigi del 2010: la produzione iniziò subito dopo, mentre la commercializzazione venne avviata nel marzo dell'anno seguente. Caratterizzata da linee piuttosto slanciate, eleganti e con pochi spigoli, la prima 508 condivideva il pianale della "cugina" C5, rispetto alla quale montava però sospensioni classiche anziché idropneumatiche. La nuova berlina venne proposta già al suo debutto in sette motorizzazioni. 
Numerose anche le varianti di trasmissione previste in abbinamento con tali motorizzazioni: ben quattro motorizzazioni che spaziavano dal cambio manuale a 5 o a 6 marce, per arrivare ad un automatico a 6 rapporti passando per il robotizzato, sempre a 6 marce.
La prima generazione della 508 venne proposta da subito anche con carrozzeria SW, ed in seguito venne proposta anche in due versioni ibride: la 508 RXH (con carrozzeria SW) e successivamente la Hybrid4 (con carrozzeria berlina).

### Seconda generazione (dal 2018)
La seconda generazione della 508 (o 508 II) viene presentata al pubblico al Salone di Ginevra del 2018 e rompe in maniera decisa con la generazione precedente: più corta, più bassa e più aggressiva nello styling, essa tende a quella nicchia di mercato tipicamente presidiata dalle cosiddette "coupé a 4 porte" di segmento D, come le tedesche Audi A5 Sportback e BMW Serie 4 Gran Coupé. Stilisticamente la nuova generazione della 508 inaugura un nuovo corso stilistico anticipato alcuni anni prima dalla concept Exalt, caratterizzato questa volta da spigoli più accentuati. Dal punto di vista tecnico, la 508 II nasce sul pianale allungato della contemporanea 308 II, un pianale modulare, perciò allungabile facilmente per la produzione di modelli di maggiori dimensioni. Al suo debutto la 508 è disponibile in quattro motorizzazioni: 1.6 THP benzina da 180 e 225 CV, 1.5 HDi da 130 CV e 2.0 BlueHDi da 180 CV. Pur essendo stata presentata nel mese di marzo, la commercializzazione è iniziata nel mese di settembre. Nel giugno 2019 viene introdotta anche la versione SW, più lunga e dotata anche del sistema di visione notturna.

## Galleria d'immagini
| Peugeot 508 I | Peugeot 508 II |
| ------------- | -------------- |
|               |                |
|               |                |
|               |                |
| 2010-2018     | dal 2018       |